# Rusty Soul
Rusty Soul（ラスティ ソウル、9月17日 - ）は、日本の漫画原作者、脚本家。
作画担当の或十せねかと共同で同人サークル「VENOM」を主宰している。

## 人物
高校時代にテーブルトークRPGの同好会を友人と共に立ち上げ、リプレイ本を同人誌として発行するようになる。その後、或十せねかと知り合い、同人サークル「VENOM」を立ち上げた。

## 作品リスト

### 漫画
原作担当
- 『the Savior Witch 美樹』 （2006年12月27日発売[2]、作画：或十せねか、キルタイムコミュニケーション『闘姫陵辱』連載、ISBN 4-86032-341-6）
- 『Brandish』 （2007年 - 2014年、作画：或十せねか、キルタイムコミュニケーション『コミックアンリアル』連載、全6巻）
- 『せんごくっ!? 〜悠久乱世恋華譚〜』 （2009年 - 2012年、作画：或十せねか、富士見書房『月刊ドラゴンエイジ』連載、全5巻）
- 『恋色オルタネイティヴ』 （2017年7月 - 、作画：或十せねか、文苑堂『COMIC BAVEL』連載、未単行本化）
- 『Curse Eater 呪詛喰らい師』 （2018年4月27日発売[3]、原案：蒼井村正、作画：或十せねか、キルタイムコミュニケーション『正義のヒロイン姦獄ファイル』→『敗北乙女エクスタシー』2015年 - 2018年連載、ISBN 978-4-7992-1137-3）
- 『Eat Meat Girl』[4] （2018年11月30日発売[5]、文苑堂『COMIC BAVEL』2017年 - 2018年連載、ISBN 978-4-86117-309-7）

脚本担当
- 『性食鬼 Aliens Meet Girls』 （2019年 - 、原作：稲光伸二、作画：或十せねか、秋田書店『どこでもヤングチャンピオン』連載）

### ドラマCD
- 『Brandish』 （脚本、2008年12月24日発売）